# Pavel Sergeevič Aleksandrov
Pavel Sergeevič Aleksandrov, spesso traslitterato Alexandrov, (in russo Павел Сергеевич Александров?; Noginsk, 7 maggio 1896 – Mosca, 16 novembre 1982) è stato un matematico sovietico, conosciuto per i suoi contributi in teoria degli insiemi e topologia. Devono a lui il nome la topologia di Aleksandrov e la compattificazione di Aleksandrov.